# Leontopodium antennarioides
Leontopodium antennarioides là một loài thực vật có hoa trong họ Cúc. Loài này được Soczava mô tả khoa học đầu tiên năm 1932.